# Coming to Homerica
«Coming to Homerica» (с англ. — «Прибытие в Гомерику») — последний эпизод двадцатого сезона мультсериала «Симпсоны». Премьера эпизода состоялась 17 мая 2009 года.

## Сюжет
Красти сообщают, что его Красти Бургер — самая опасная еда в мире, после чего он добавляет в бургер овощей и называет его Бургер Матери Природы. Спрингфилдские жители вначале любят и покупают новые бургеры, но когда Гомер приходит домой, у него начинаются боли в области живота и таза. Гомеру становится плохо, но все 3 ванные заняты его семьёй (им тоже плохо). Выясняется, что весь город съел отравленную еду. Еда стала отравленной из-за испорченного ячменя(крыса залезла в комбайн и токсичные элементы попали в ресурс хлеба из ячменя что и повлекло к городскому отравлению), который выращивается в соседнем городе Огденвилле. Объявляется бойкот, который уничтожает всю местную ячменную отрасль и жители Огденвилля, происходившие из норвежских поселений, массово мигрируют в Спрингфилд и стремятся быть занятыми.
Жители Спрингфилда первоначально хорошо относились к огденвилльцам и нанимают их в качестве подёнщиков. Гомер нанимает их для того, чтобы установить крышу, Мардж нанимает няню Ингу для Барта, Лизы и Мегги, Сельма находит своего любовника Томбьерна — мускулистого блондина, который также любит насмехаться над Гомером. Барт показывает огденвилльским детям трюк, успешный до тех пор, пока он не ударился об машину и не повредил левую руку. Мардж и Гомер ведут Барта в больницу и выходят из себя после того, как они ждали своей очереди 6 часов, и получают бланк на норвежском языке, так как английские бланки кончились. Они уходят домой, где Мардж излечивает руку Барта. Гомер идёт в Таверну Мо и обнаруживает, что Мо теперь вместо пива продаёт аквавит и бар полон огденвилльцев. Гомер пьёт кружку аквавита, не понимая, что в нём очень высокий процент алкоголя, и приходит на работу пьяным.
Решением мэра Куимби было решено запретить Огденвилльцам жить в Спрингфилде. Шеф Виггам и Лу слишком ленивы для контроля границы, поэтому в городе собирают Комитет Бдительности, собранный из жителей Спрингфилда, среди которых Гомер, Карл и Ленни, под названием «Звёздно-Блестящие Охламоны». После нескольких неудач они решают построить забор, Мардж пыталась спорить, но, когда услышала, что Мегги начинает говорить по-огденвилльски, соглашается. Когда начинается строительство, выясняется, что спрингфилдцы не умеют строить заборы, поэтому они просят помощи у огденвилльцев. После окончания строительства жители Спрингфилда осознают, что они скучают по своим соседям, поэтому огденвилльцы возвращаются через дверь, которую они построили в стене.

## Культурные отсылки
- Название отсылается к фильму «Поездка в Америку»[1].
- При сборе к отъезду огденвилльцев используется тема норвежского композитора Edvard Grieg — из Peer Gynt, Suites — 1.
- Когда Ленни и Карл летят на шарах в небо, на нём также виден летящий на шарах дом Карла Фридрексена из фильма «Вверх».

## Отношение критиков и публики
Эпизод посмотрело 5,6 миллионов зрителей. Пользователи TV.com поставили ему оценку 8,4, поставив его на пятое место.
Роберт Кэнинг из IGN сказал: «Шаткая концовка — не в счёт, история хорошо развивается и эпизод получился очень смешным.» Он также сказал: «Смешно, умно и очень смешно. „Coming to Homerica“ была лучшим способом закончить сезон». Мак МкЭнтри с TV Verdict.com сказал: «Другой сезон „Симпсонов“ подходит к концу, с эпизодом туда-сюда». Он также сказал: «Первая половина эпизода была смешнее второй, главным образом из-за стремительного конца».